# Dominice
Dominice – wieś letniskowa w Polsce położona w województwie wielkopolskim, w powiecie leszczyńskim, w gminie Włoszakowice, nad południowym brzegiem jeziora Dominickiego i na obszarze Przemęckiego Parku Krajobrazowego.

## Historia
Wieś pierwotnie związana była z Wielkopolską. Ma metrykę średniowieczną i istnieje co najmniej od początku XIII wieku. Wymieniona pierwszy raz w dokumencie zapisanym po łacinie z 1210 jako Dominiz, 1449 Domyenicze, 1589 Dominicze, 1603 Duniewicze.
Miejscowość początkowo była własnością książęcą, a później stała się wsią kościelną własnością zakonu cystersów, a następnie szlachecką. W 1210 leżała w kasztelanii lub opolu przemęckim będącym reliktem opola przedpaństwowej wspólnoty rodowo-terytorialnej, które stały się w średniowieczu podokręgami kasztelanii. W 1589 leżała w powiecie kościańskim Korony Królestwa Polskiego.
Pierwsza wzmianka o wsi pochodzi z 1210 kiedy książę wielkopolski oraz kaliski Władysław Odonic nadał klasztorowi cystersów w Pforcie w Turyngii m.in. wieś Dominice w celu założenia nowego klasztoru w kasztelanii przemęckiej. Książę nadał klasztorowi także 8 innych wsi z okolic Przemętu wraz z wszystkimi użytkami gruntowymi i wodnymi, a także zezwolił przyszłemu klasztorowi na założenie jednej lub dwóch całkiem nowych osad targowych, na karczunkach leśnych, a także wsi na prawie niemieckim zwalniając wszystkich chłopów zarówno niemieckich jak polskich od sądownictwa i powinności prawa polskiego. Dokument wymienia przy okazji chłopów z Dominic: Radocha, Zwantosa, Plewnię, Nudassa określając ich obowiązki względem klasztoru. Przez 3 dni w tygodniu mieli oni dawać zakonowi 12 ryb długości łokcia oraz 3 urny miodu rocznie. Natomiast Nowosz oraz Radsław wraz z synami mieli codziennie łowić ryby dla zakonników. Odnotowano także chłopów "Zlavosovici, Chrapisz, Pancis, Gozis, Karsna, Bożeciech" z pomocnikiem oraz lokalnych bartników i garncarza Biegana. Fundacja ta ostatecznie nie została jednak zrealizowana.
Po roku 1261 brakuje dalszych pewnych wiadomości o wsi. Z tego względu pojawiło się kilka teorii odnośnie jej dalszych losów. Historycy uważają, że wieś mogła być dalej wsią klasztorną, zmienić właściciela i stać się wsią szlachecką, a potem zmienić nazwę albo nawet opustoszeć i pozostać wsią niezamieszkaną. Zachowały się XV wieczne wzmianki, które można identyfikować ze wsią, jednak nie wynika z nich jednoznacznie, że jej dotyczą. Kolejną wzmiankę ze zniekształconą nazwą miejscowości pochodzącą z 1603 historycy już pewnie wiążą z Dominicami, które znajdowały się wtedy w posiadaniu szlachty wielkopolskiej. Wieś wspominana była później m.in. w rejestrze pogłównym z 1676 oraz jako osada pod nazwą Dominik znajduje się na XIX wiecznych mapach Perthéesa i Gilly’ego.
Wskutek II rozbioru Polski w 1793 wieś wraz z okolicą przeszła pod władanie Prus i jak cała Wielkopolska znalazła się w zaborze pruskim.
W latach 1975–1998 miejscowość administracyjnie należała do województwa leszczyńskiego.
Powyżej wsi znajduje się wieża widokowa, zbudowana przez Nadleśnictwo Włoszakowice, z której można podziwiać widoki na jezioro Dominickie. Spod wieży rozpoczyna się ścieżka przyrodniczo-leśna „Papiernia”.

## Galeria

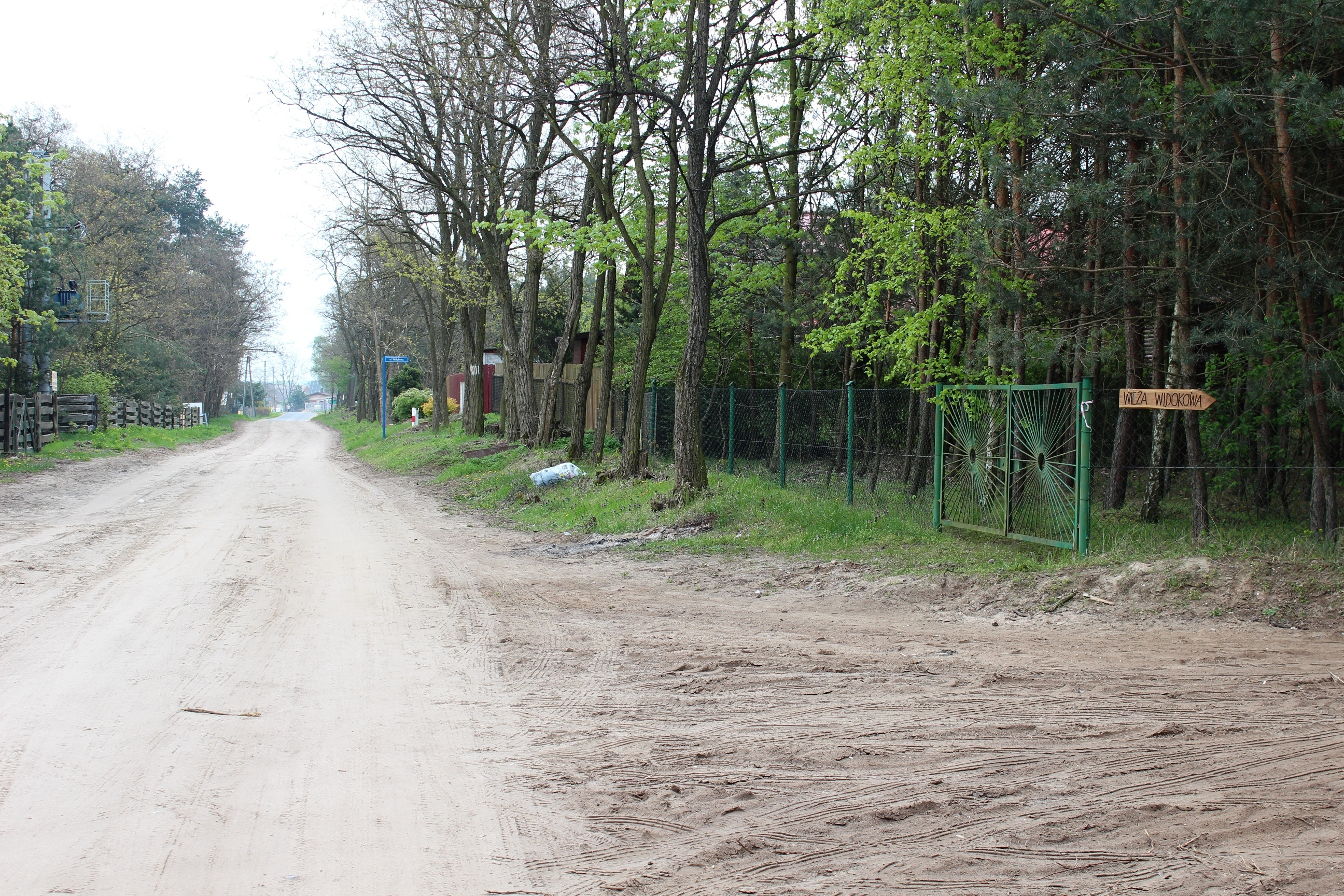
Główna droga miejscowości
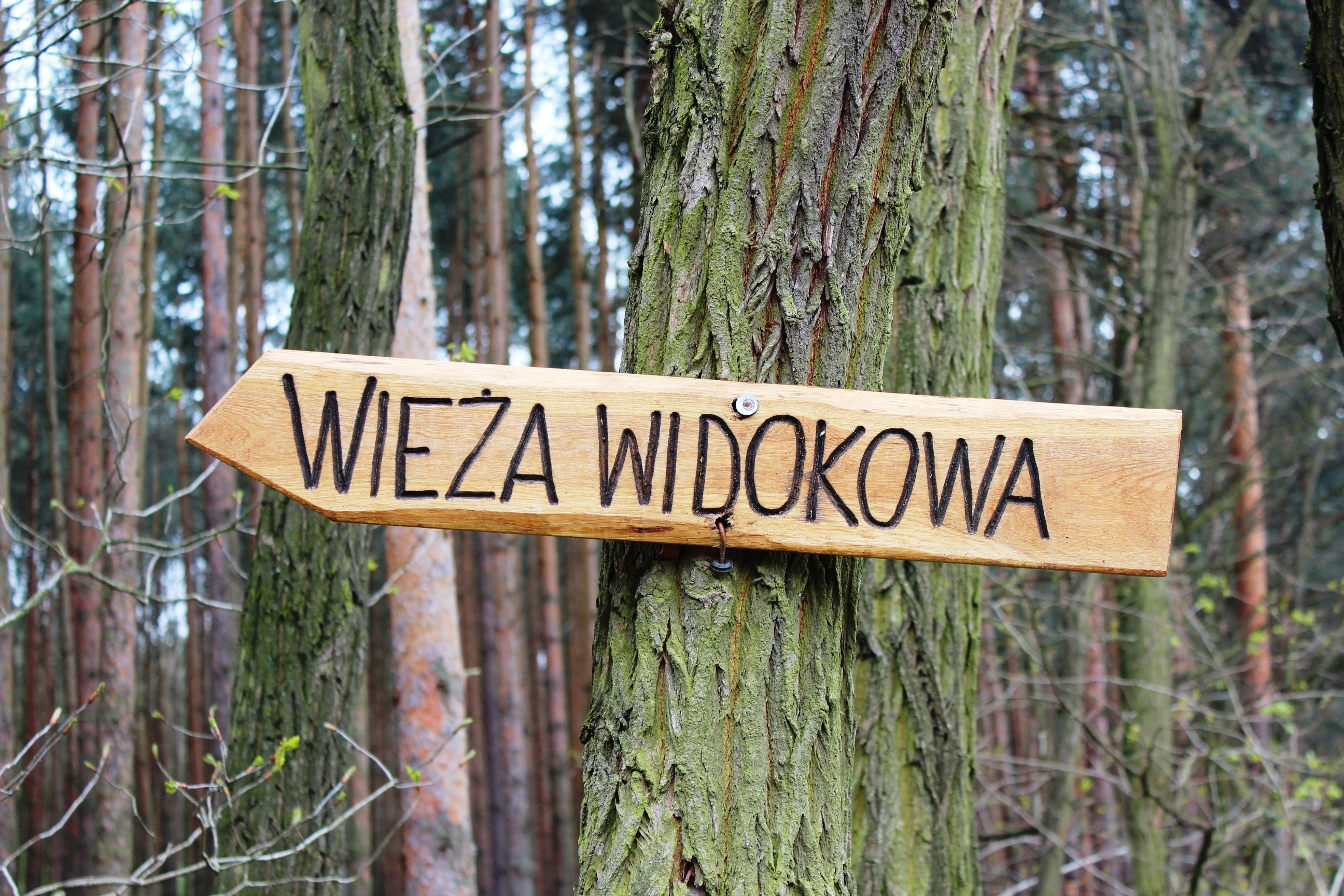
Drogowskaz do wieży widokowej
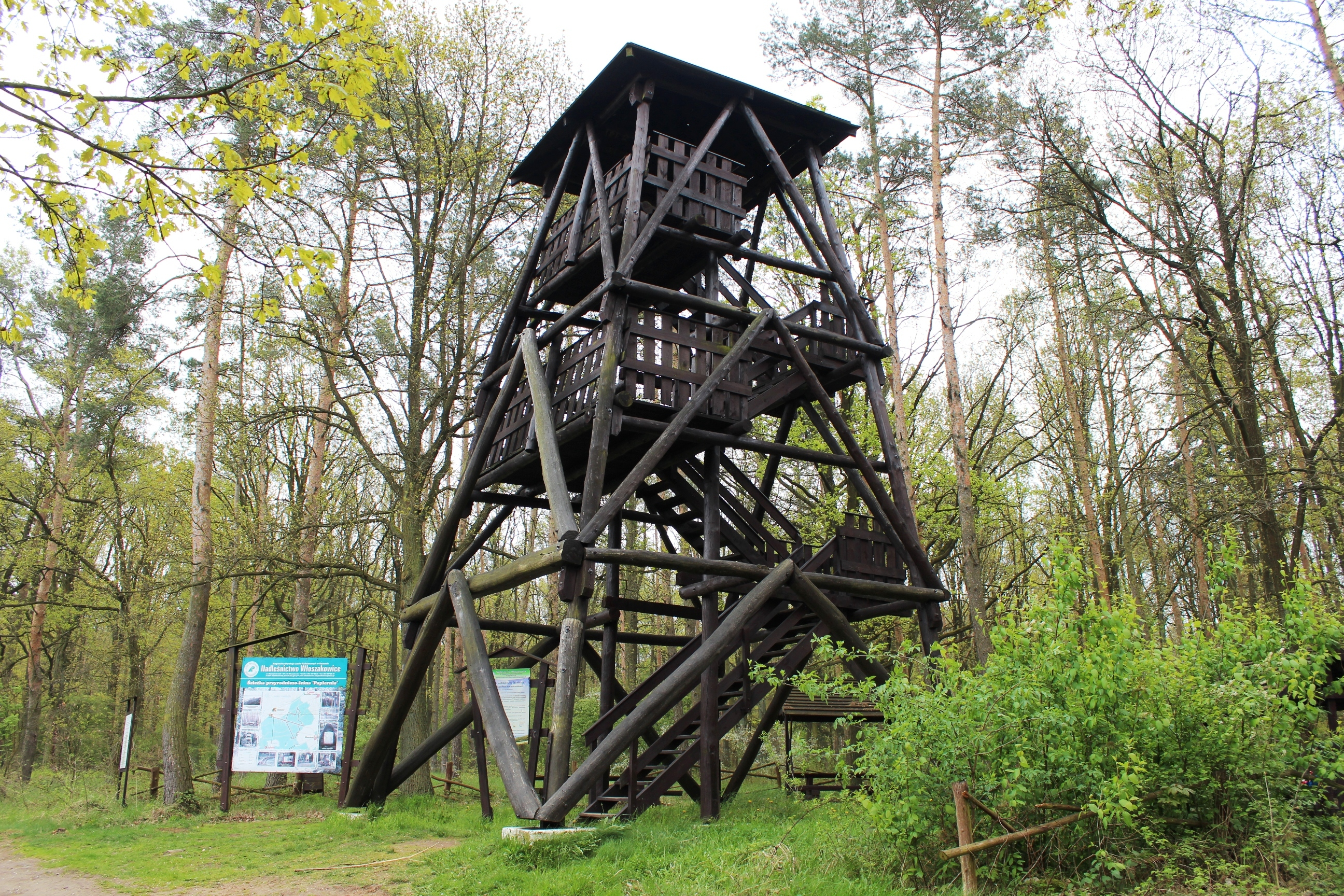
Wieża widokowa
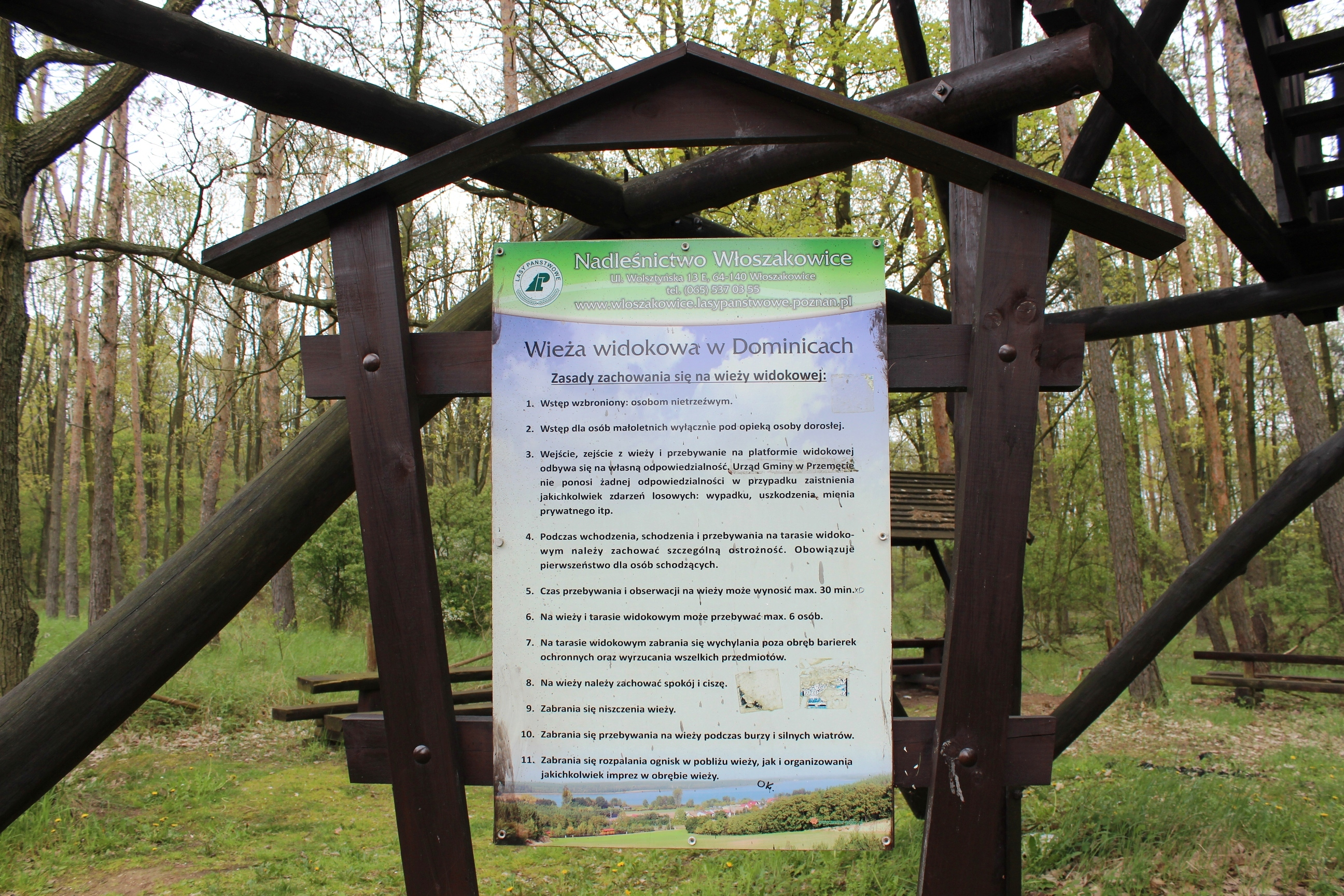
Tablica infromacyjna na wieży widokowej
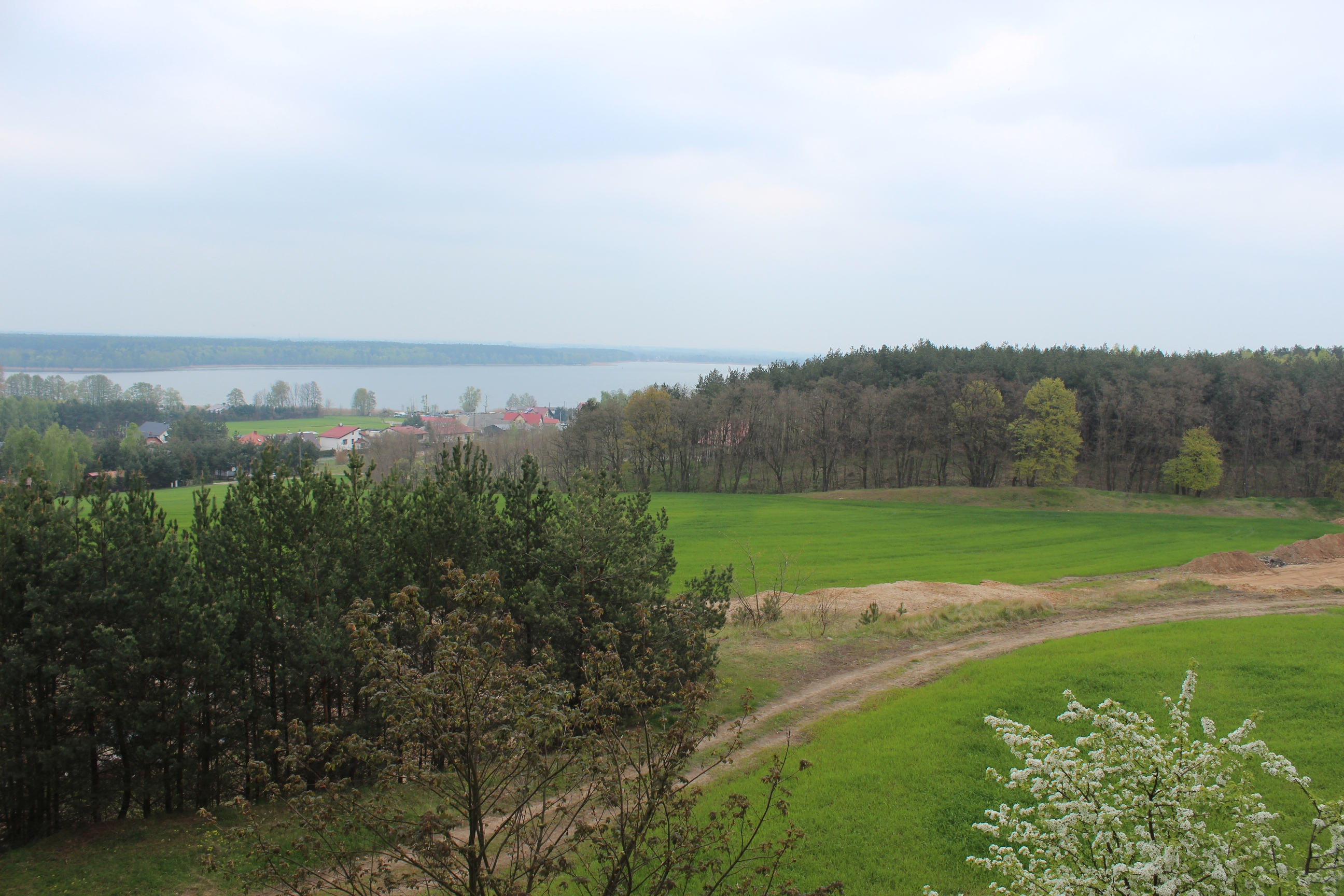
Widok z wieży widokowej
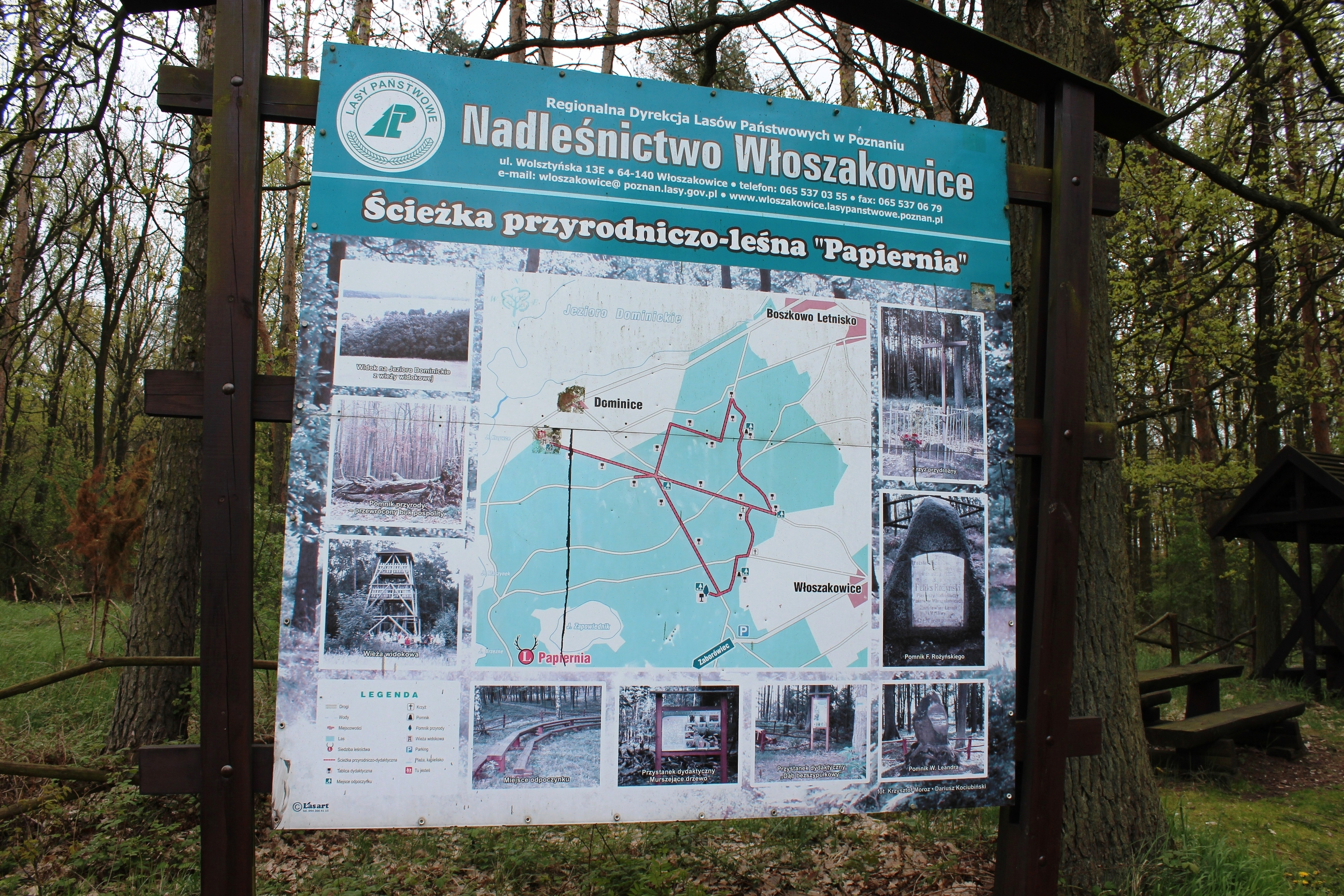
Ścieżka przyrodniczo-leśna „Papiernia”
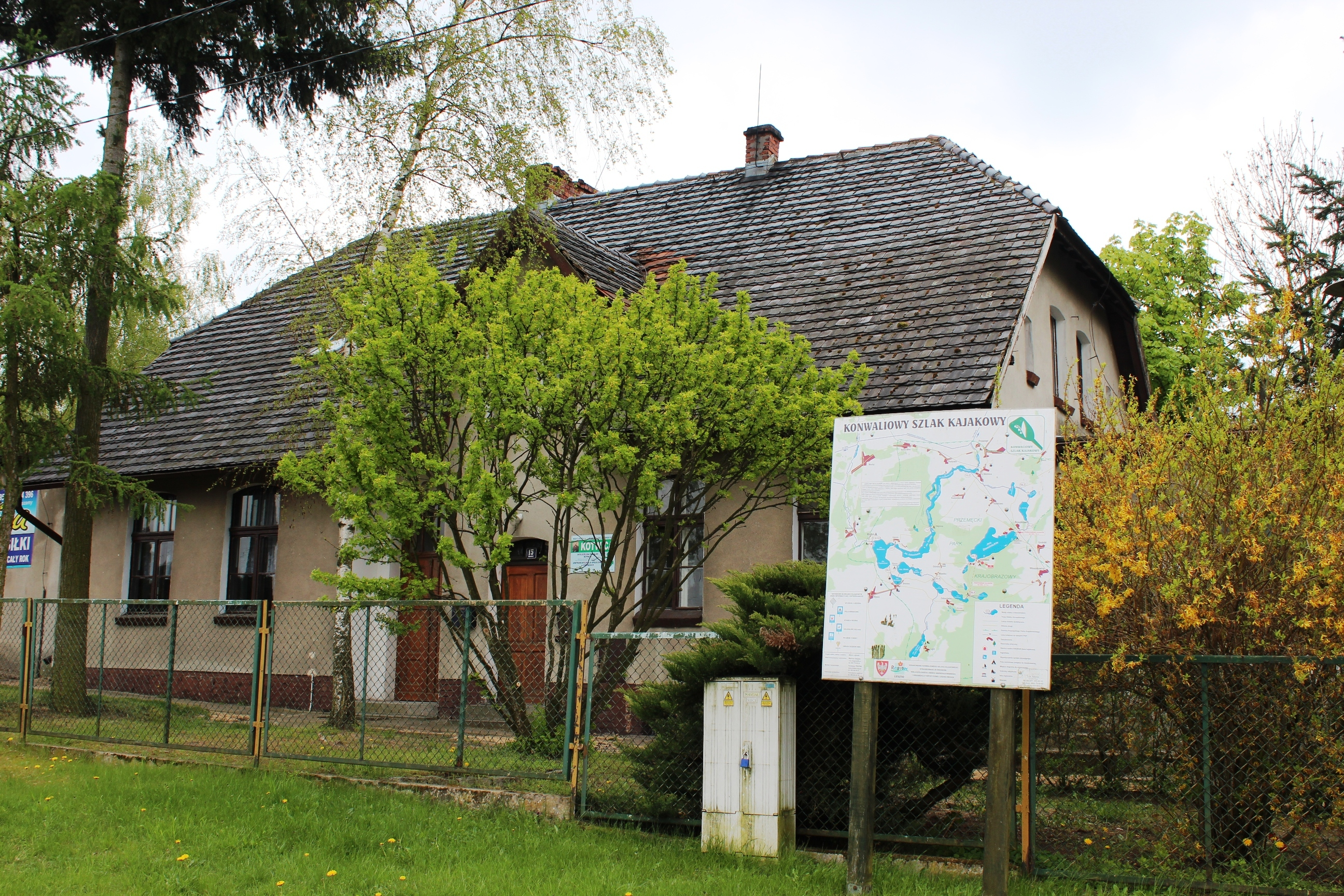
Budynek schroniska młodzieżowego
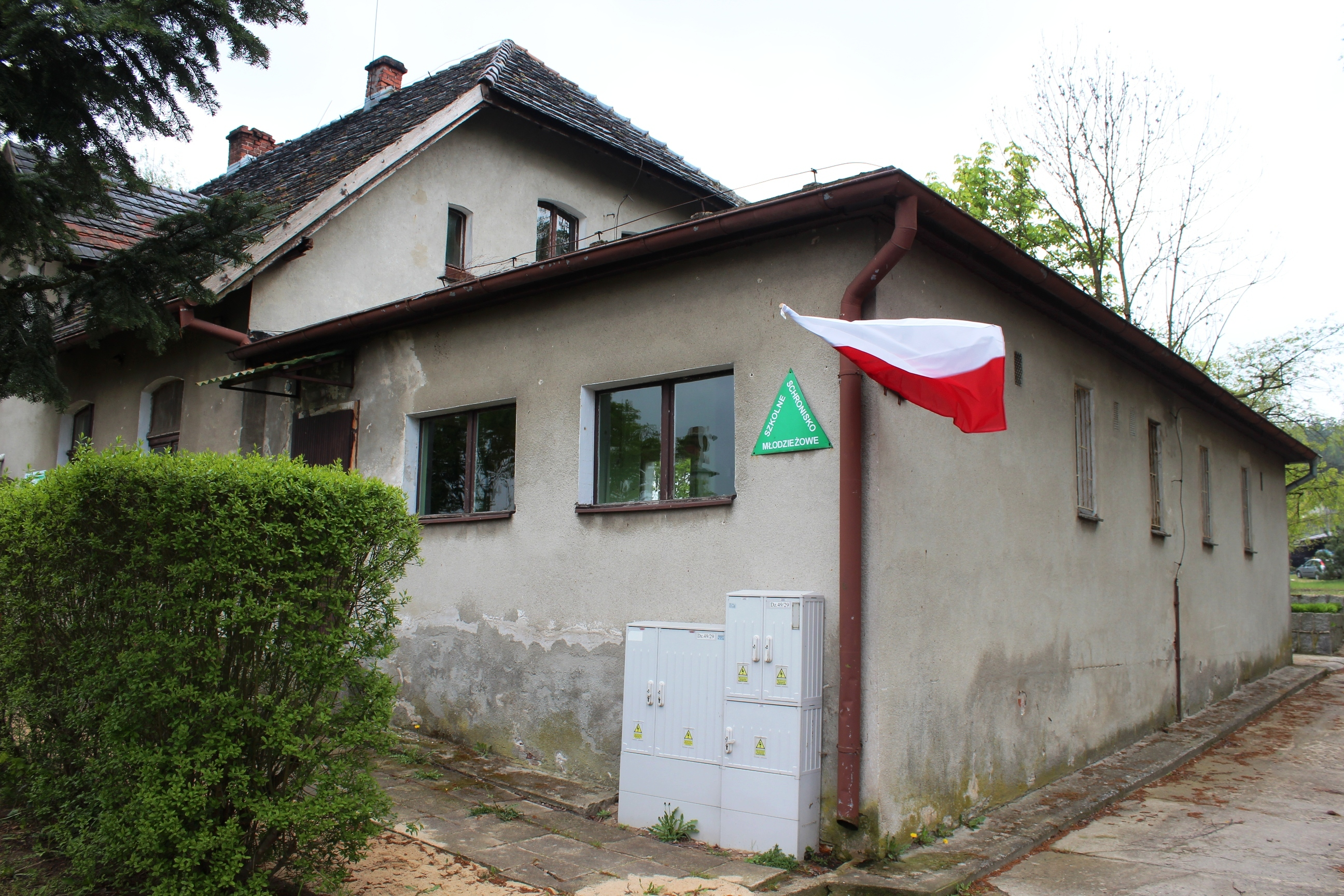
Budynek schroniska młodzieżowego